# 中国共产党无锡市委员会
31°29′37″N 120°18′32″E / 31.49365°N 120.30878°E
中国共产党无锡市委员会，简称中共无锡市委，是中国共产党在中华人民共和国江苏省无锡市的领导机关。前称中国共产党无锡市地区委员会、中共无锡地委、中共无锡县委。

## 历史沿革

### 国共第一次合作时期

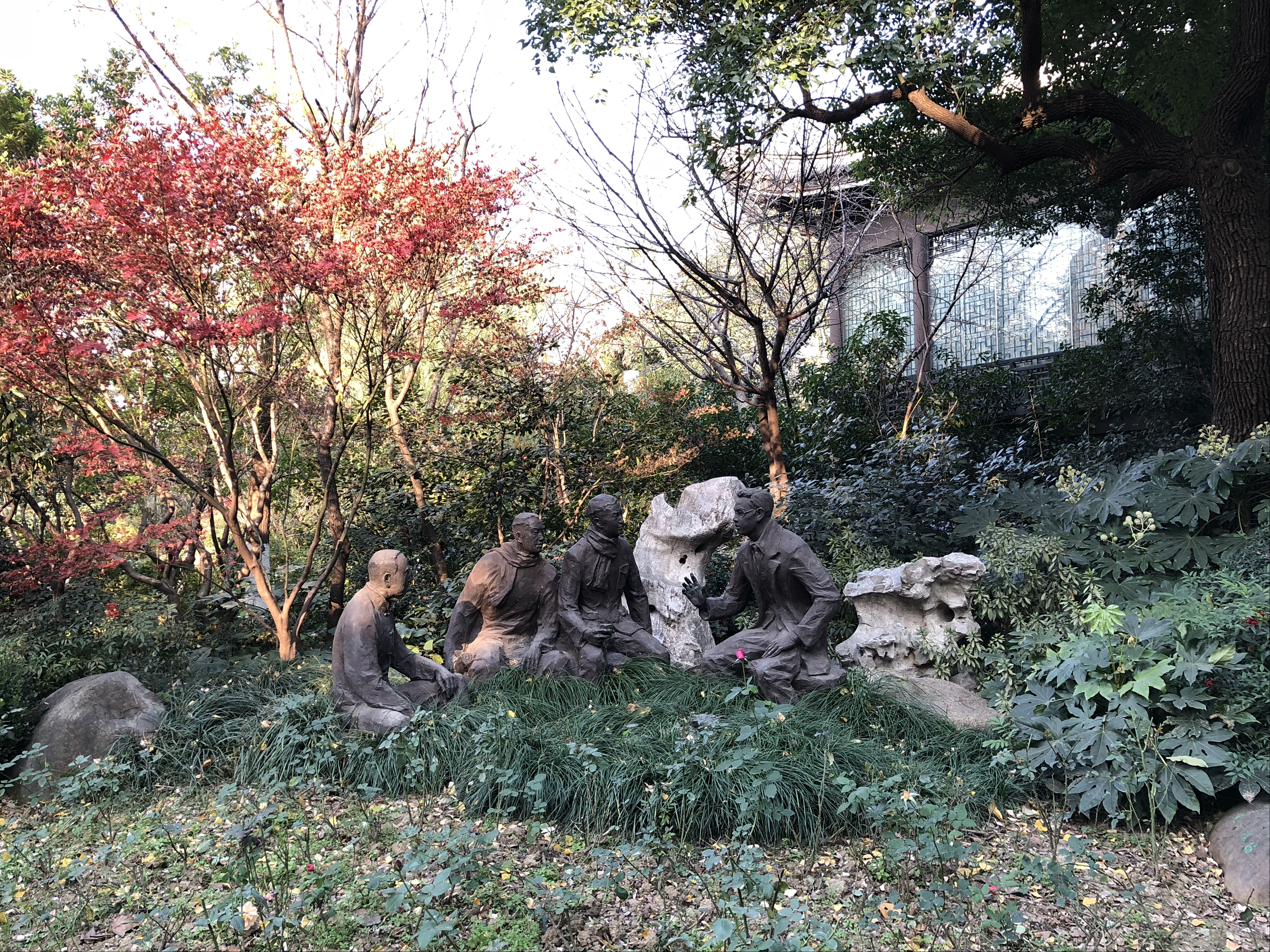
位于城中公园的中共无锡第一个支部诞生地雕塑

1924年底，中共上海地方执行委员会派董亦湘到无锡活动。董亦湘根据中共上海地方执行委员会的决定，将薛萼果、唐光明、徐萼芳等转为中共候补党员。1925年1月，董亦湘在城中公园多寿楼与九老阁间的空地上主持召开党员会议，正式宣布成立中共无锡支部，推选薛萼果为党支部书记。同年4月，支部在西水墩创办培西平民学校，培养工人党员。
同年9月，中国共产党江浙区委员会决定，中共无锡支部改建为中共无锡独立支部，负责领导无锡城乡地下党的活动和工人、农民运动。无锡独支隶属于中共江浙区委，设职工部、教育部、农民部、青年部。1927年2月16日，中共江浙区委第一次委员会议决定，将无锡、江阴、常州、苏州等地合成无锡地委，直属中共江浙区委领导；同时撤销中共无锡独支。

### 国共第一次内战时期

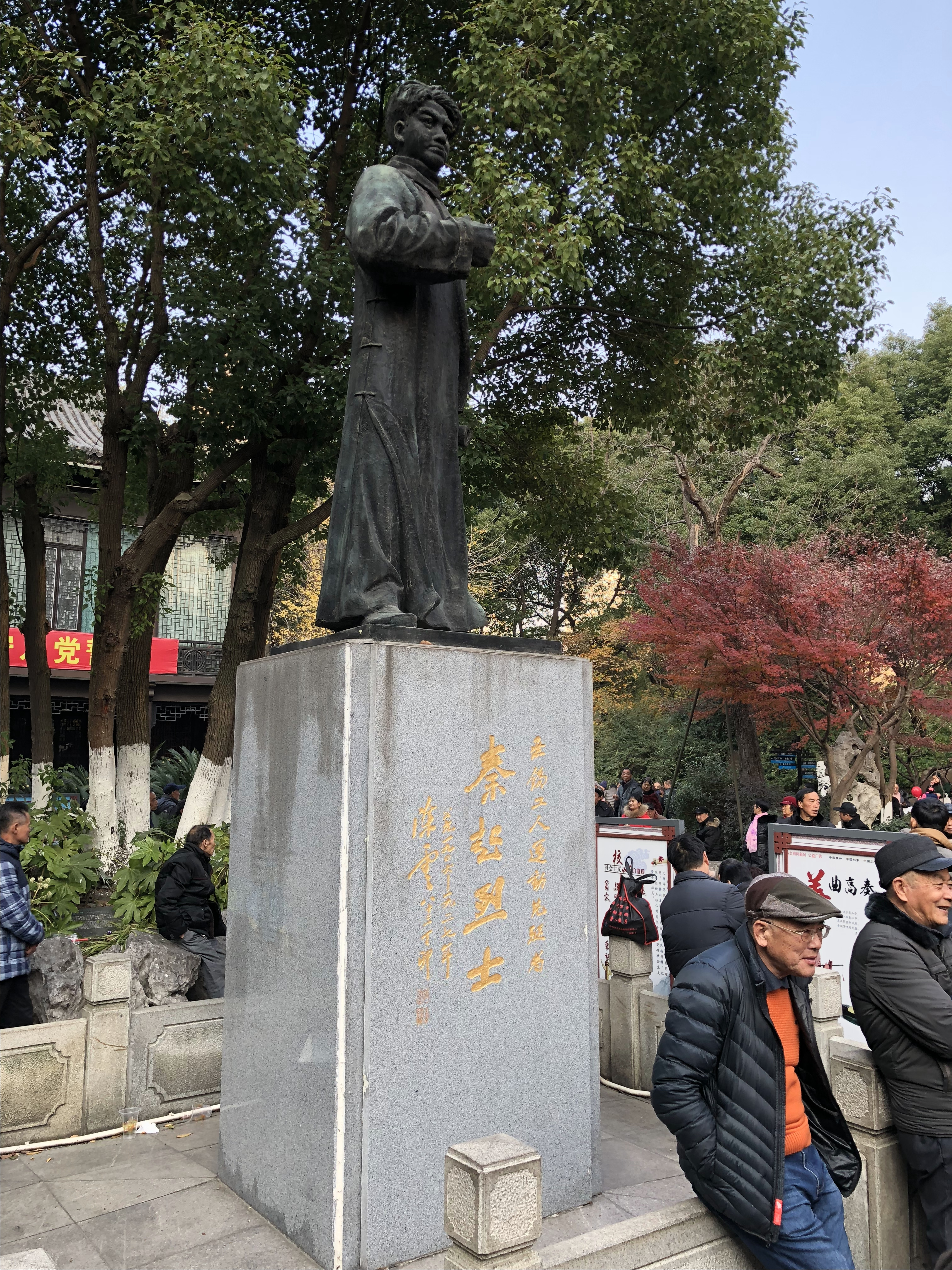
位于城中公园的秦起铜像

1927年4月14日，无锡市内的国民党武装突然袭击无锡总工会，委员长秦起被捕。当晚秦起被害于无锡县公安局后院，并被投入河中；无锡地委同时遭到严重破坏。5月，当时中共无锡地委书记张佐臣抵达上海，中共江浙区委考虑到张佐臣身份已经暴露，改派江元青出任新的地委书记重建无锡地委。6月1日，国民党再次围攻申新三厂等，并于当日逮捕江元青、宋三妹夫妇。次日地委机关沈果巷17号被查封，中共无锡地委再次遭到破坏。6月16日，中共江浙区委派中共江阴独立支部书记孙选（王津民）抵达无锡，筹建无锡县委，并代理书记职位，在白丹山办公，此后中共活动逐渐由城区转移到农村。
1927年6月26日，中共江苏省委正式成立，9月省委派黄周平到无锡建立县委，黄周平出任县委书记。考虑到黄周平并非无锡本地人，由孙选担任组织委员协助，机关设在城区、工作重心仍在农村。不久黄周平自动离职，孙选负责县委工作。10月23日，孙选等7人被军警逮捕，10月24日无锡县委机关遭到查封。11月5日，江苏省委常委王若飞、夏霖抵达无锡，与无锡县委组织秋收暴动。11月7日，徐文雅担任无锡县委书记指挥暴动。11月9日，东北乡农民暴动举行，并成立无锡农民革命军，杭果人出任总司令；无锡农民委员会成立，严朴出任委员长。次日农民军解散，总司令部撤往顾山。11月11日，堵家弄7号无锡县委机关遭到破坏，夏霖、乔心全被捕。11月13日，夏霖、乔心全、孙选、张杏春、邵杏泉、严寿鹤等被杀害。12月，中共江苏省委通过《关于无锡农民暴动的教训》决议案。1928年初，龚玉泉出无锡县委书记。2月，陈鸿任无锡县委书记，同时省委决定张兰舫任共青团无锡县委书记。党、团县委决定联合行动，在东、西乡农村举行农民暴动。3月26日，团县委机关遭破坏，张兰舫、高文华被捕。4月初王若飞到无锡，在夹山六祭祠召开干部会议，部署农村武装斗争。1929年7月27日，丹琳接任无锡县委书记。同年12月，管文蔚接任县委书记。
1930年2月12日，陈云抵达无锡，领导县委成立士兵运动委员会，策动驻锡国军部队索要兵饷运动。3月9日，特派员江松模、无锡县委常委刘阿二等被捕，陈云再次抵达无锡恢复工作。4月9日，中共无锡县委书记管文蔚、委员倪阿来被捕。5月，吴国治抵达无锡重建县委，并出任书记。12月，组织无锡全县丝厂工人总罢工。1931年1月13日，中共无锡县委机关遭到破坏，冯金妹等十三人相继被捕（同年4月11日在镇江被杀害）。同时，中共江南省委派王达出任无锡县委书记。1932年5月，王达在苏州被捕，中共江苏省委派杨昌龄出任无锡县委书记。
1933年3月，中共江苏省委决定将无锡县委扩建为无锡中心县委，领导无锡、江阴、宜兴、苏州、常熟、武进、溧阳、金坛八县党工作，吴仲超出任书记。同年6月，中共无锡中心县委遭到破坏，吴仲超等十人先后被捕，党在城区的全部组织及农村部分区级组织遭到破坏。县委秘书史楚琪转移到马家桥小学主持县委工作，12月与省委恢复联系。1934年2月，前无锡县委书记费一夫等自首叛变。1934年6月，中共无锡县委再次遭到破坏，县委负责人小陈（真名不详）被捕叛变，县委停止工作。

### 抗日战争时期
1938年5月，驻上海的中共江苏省委在东路建立了中共京沪线工作委员会，并派王承业抵达无锡重建中共无锡县委。10月，中共江南特委在无锡成立，林枫担任特委书记。1939年1月，新四军陈毅派一支队参谋长胡发坚率领的江南抗日义勇军（江抗）第三路进入武南锡西开展抗日游击。同年4月，中共无锡城区委员会建立，周志远担任书记。5月，江抗主力抵达梅村，并在黄土塘与日军交战。期间江抗在中共无锡县委配合下，陆续收编强学曾、陈凤威、曾俊峰、严公伟、邓本殷、杨忠、朱若愚部，在无锡南部与日伪交战。1942年5月，无锡县委改为中共锡东县委。

### 国共第二次内战时期
1945年12月，中国共产党无锡城市工作委员会建立，朱帆担任书记，驻地无锡城区梅园等地，最初隶属澄锡虞中心县委领导，1946年2月改属京沪路东中心县委领导。同年4月13日，改名为中共无锡工作委员会，周克担任书记。1947年2月，工委改隶属中共上海分局领导，周克调上海，诸敏接任书记，周晓华任副书记，陶掌珠任委员。1947年5月，十地委机关遭到破坏，地委书记金柯叛变，无锡城区的部分中共组织遭到破坏。9月，无锡工委改建为中共无锡县委，
1947年9月，中共上海局决定，将中共无锡工作委员会改建为中共无锡县委，诸敏继续担任书记，主要领导城区地下党的活动，隶属上海局外县工作委员会领导。不久，无锡县委书记诸敏因支援浙东武装斗争调离无锡，县委委员陶掌珠也调往苏州。1948年9月，为适应城区斗争需要，无锡县委再次更名为无锡工作委员会。
1947年10月，成立中共无锡临时工作委员会，由高山兼书记，荣蓉之、张养生、薛禹谷为委员。1948年2月，无锡临时工作委员会停止活动，下属党组织和党员由苏州来锡的范文贤直接联系；中共苏州县委书记张云曾（张振华）兼任无锡县委书记，周晓华任副书记，吉联抗为委员。1948年3月，高山调离，为统一指挥，在锡的所有党组织划归无锡县委领导。并成立了工人运动委员会，周晓华兼书记，盛国尧、胡惠芬、孙海根为委员。不久成立青年工作委员会，撤销了甘京霖领导的城区青年学生支部。
1949年4月13日渡江战役前夕，中共华中工委、华中军区司令部、政治部和华中行书办事处联合通知，决定在苏北解放区筹建中共无锡市委员会，代号第二大队。1949年4月23日，中国人民解放军进驻无锡，城乡党政机构分开，中共无锡市委隶属中共苏南区委领导；与此同时在农村重建了中共无锡县委，隶属中共常州地委领导。同年6月9日，无锡县委改归中共无锡市委领导。

### 中华人民共和国建立初期
1951年1月1日，中国共产党苏南区无锡市委员会更改为中国共产党无锡市委员会。

## 机构设置

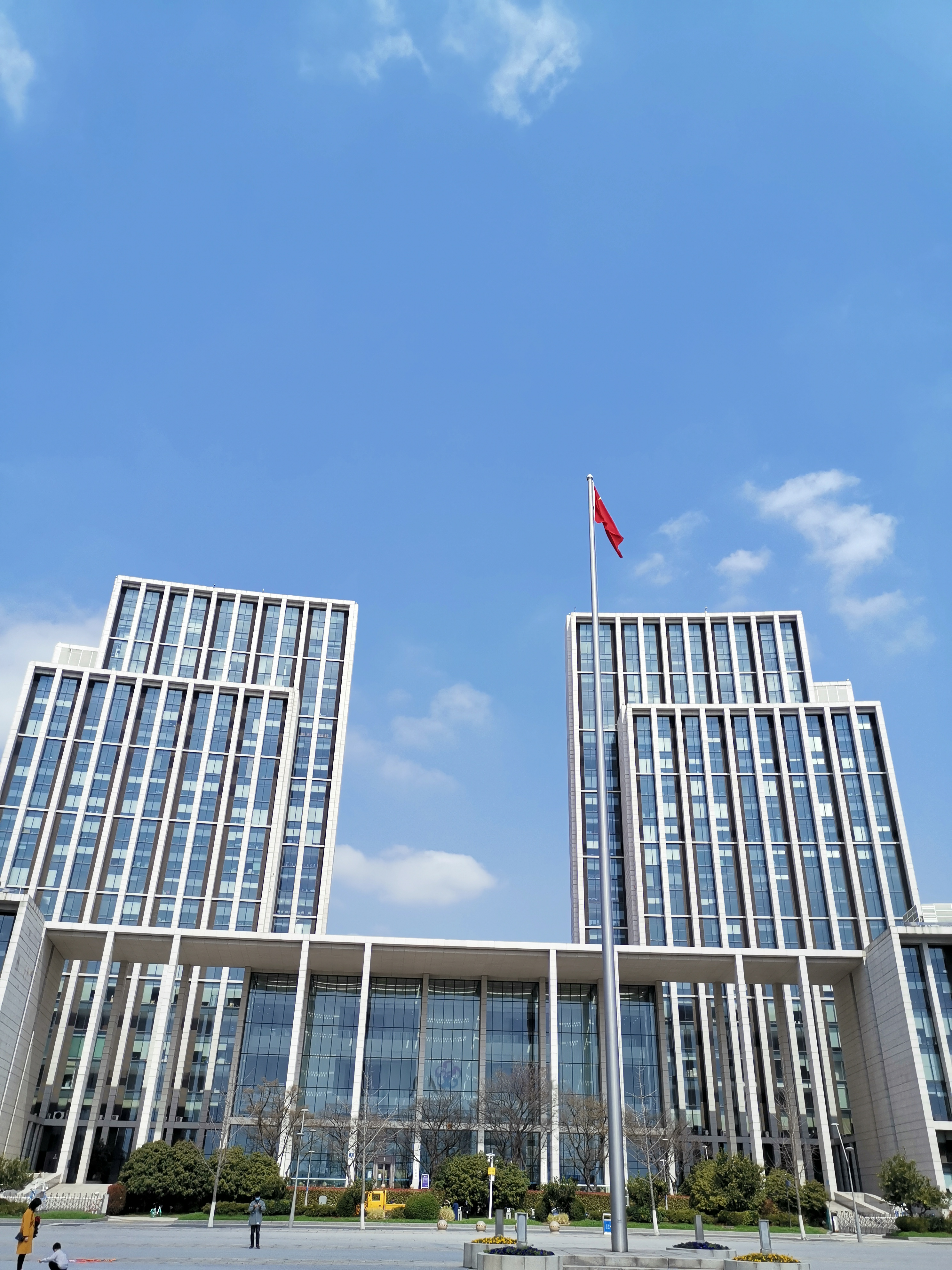
中共无锡市委所在地市民中心

2019年1月，根据《无锡市机构改革方案》，其职能及办事机构包括如下：
- 中共无锡市委办公室

### 职能部门
- 中共无锡市委组织部
- 中共无锡市委宣传部
- 中共无锡市委统一战线工作部
- 中共无锡市委政法委员会
- 中共无锡市委研究室

### 办事机构
- 中共无锡市委全面深化改革委员会办公室
- 中共无锡市委全面依法治市委员会办公室
- 中共无锡市委国家安全委员会办公室
- 中共无锡市委网络安全和信息化委员会办公室
- 中共无锡市委财经委员会办公室
- 中共无锡市委外事工作委员会办公室
- 中共无锡市委机构编制委员会办公室
- 中共无锡市委军民融合发展委员会办公室
- 中共无锡市委审计委员会办公室
- 中共无锡市委农村工作领导小组办公室
- 中共无锡市委台湾工作办公室
- 中共无锡市委市级机关工作委员会
- 中共无锡市委巡察工作办公室
- 中共无锡市委老干部局
- 中共无锡市委机要保密局

### 派出机关
- 中共无锡市委直属机关工作委员会

## 历任领导
以下为1975年6月后中国共产党无锡市委员会书记列表：
| 任次 | 姓名   | 籍貫 | 生卒年份 | 入党年份 | 上任日期   | 卸任日期   | 备注 |
| ---- | ------ | ---- | -------- | -------- | ---------- | ---------- | ---- |
| 1    | 韩本初 |      |          |          | 1975年6月  | 1984年6月  |      |
| 2    | 邓鸿勋 |      |          |          | 1984年6月  | 1989年6月  |      |
| 3    | 刘济民 |      |          |          | 1989年6月  | 1993年7月  |      |
| 4    | 洪锦炘 |      |          |          | 1993年7月  | 2000年8月  |      |
| 5    | 蒋定之 |      |          |          | 2000年8月  | 2003年3月  |      |
| 6    | 王荣   |      |          |          | 2003年3月  | 2004年11月 |      |
| 7    | 杨卫泽 |      |          |          | 2004年11月 | 2011年3月  |      |
| 8    | 毛小平 |      |          |          | 2011年4月  | 2011年12月 |      |
| 9    | 黄莉新 |      |          |          | 2011年12月 | 2015年1月  |      |
| 10   | 李小敏 |      |          |          | 2015年1月  | 2019年12月 |      |
| 11   | 黄钦   |      |          |          | 2019年12月 | 2021年7月  |      |
| 12   | 杜小刚 |      |          |          | 2021年7月  |            |      |

## 相关
- 无锡第一所工人夜校旧址